# Angélica (Castellanos)
Angélica é uma comuna da província de Santa Fé, na Argentina.